# Alberto Sanguinetti Montero

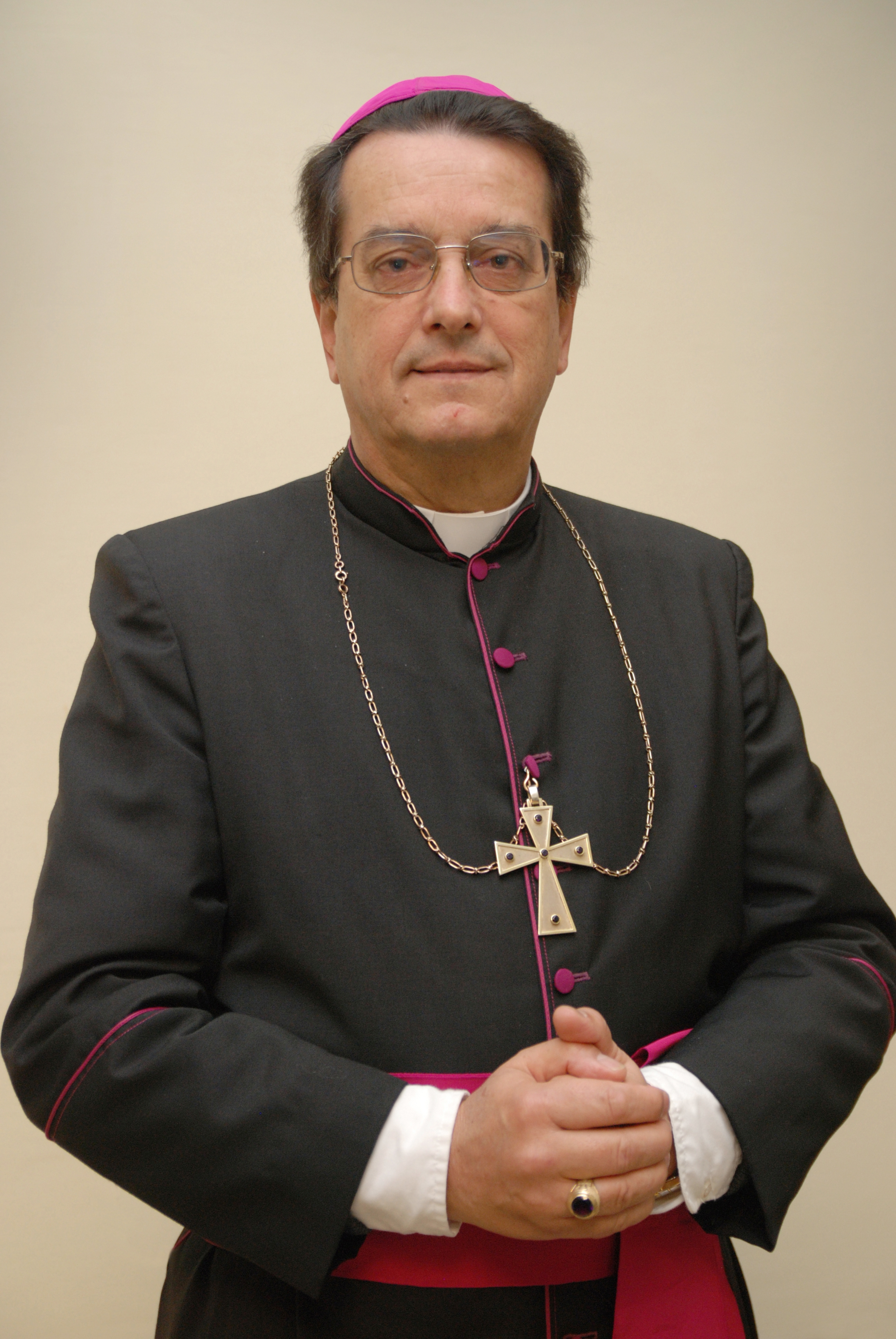
Alberto Sanguinetti Montero

Alberto Francisco María Sanguinetti Montero (* 10. Oktober 1945 in Montevideo) ist ein uruguayischer Geistlicher und emeritierter römisch-katholischer Bischof von Canelones.

## Leben
Alberto Sanguinetti Montero empfing am 18. Mai 1973 das Sakrament der Priesterweihe und wurde in den Klerus des Erzbistums Montevideo inkardiniert.
Am 23. Februar 2010 ernannte ihn Papst Benedikt XVI. zum Bischof von Canelones. Der Erzbischof von Montevideo, Nicolás Cotugno Fanizzi SDB, spendete ihm am 20. März desselben Jahres die Bischofsweihe; Mitkonsekratoren waren der emeritierte Bischof von Canelones, Orlando Romero Cabrera, der Bischof von Mercedes, Carlos María Collazzi Irazábal SDB, der Apostolische Nuntius in Uruguay, Erzbischof Anselmo Guido Pecorari, und der Bischof von Puerto Iguazú, Marcelo Raúl Martorell.
Papst Franziskus nahm am 19. März 2021 das von Alberto Sanguinetti Montero aus Altersgründen vorgebrachte Rücktrittsgesuch an.